# Horní Lhota (okres Zlín)
Obec Horní Lhota se nachází v okrese Zlín ve Zlínském kraji. Žije zde 602 obyvatel.

## Geografie
Obec se nalézá na samém okraji moravského Valašska ve výšce 340 m n. m. při komunikaci ze Zádveřic do Luhačovic. (Do Luhačovic je to 9 km a do Zlína 19 km.) K obci zasahuje severní okraj chráněné krajinné oblasti Bílé Karpaty. Obcí protéká potok Olše. Od okrajových částí obce se táhne pásmo lesů jižních svahů Vizovických vrchů a severovýchodně od obce jsou při okraji lesa roztroušeny chatové osady.[zdroj?]

## Historie
O obci Horní Lhota se zmiňují písemné prameny roku 1420, uvádějící zdejšího faráře Jana z Uherského Brodu. Obec byla původně majetkem olomouckého biskupství.[zdroj?]

## Pamětihodnosti
Dominantou obce je báň kostela svatého Dionýsia (Dionysia Areopagity) v barokním slohu. Ten stojí pravděpodobně na místě staršího dřevěného kostelíka. Jedna z písemných zpráv zmiňující kostelík v obci pochází z roku 1449. Jádro kostela pochází z roku 1700, věž byla přistavěna v roce 1746. Interiér kostela zdobí oltářní obraz malíře Joži Uprky.[zdroj?]
K dalším pamětihodnostem obce patří smírčí kříž, usazen u bočního vchodu do kostela, a boží muka v jižní části obce. V centru obce se dochoval vodní mlýn. Přímo nad obcí severním směrem na výrazné ostrožně Vala (551 m n. m.), výběžku Slavického kopce (624 m n. m.), se nacházejí zbytky hradu Engelsberk (Sehrad) z počátku druhé půle 13. století. Dodnes se zachovaly nevelké zbytky základů a pozůstatky mohutných valů s příkopy.[zdroj?]
Patří sem i Jakubíkův mlýn na potoce Kocmanka a Chalupův mlýn na potoce Olše.[zdroj?]

## Další objekty
- sportovní areál
- tenisový kurt
- školka
- dětské hřiště